# Zuleyka Rivera
Zuleyka Jerrís Rivera Mendoza (Cayey, 3 d'octubre de 1987) és una model i actriu porto-riquenya coneguda arran de la seva elecció com a Miss Univers el 2006 a l'edat de 18 anys.
Zuleyka nasqué a Cayey, però es crià a Salinas, població on guanyà el concurs de bellesa local. Més endavant va participar en el concurs de Miss Teen Puerto Rico. Amb només divuit anys, quan obtingué el títol de Miss Univers, a Los Angeles, Rivera és una de les concursants més joves que ha guanyat el concurs; sent la cinquena porto-riquenya guanyadora d'aquest títol després dels 55 anys d'història que es portaven d'aquest concurs de bellesa.
La seva primera participació com a actriu va ser a Dame Chocolate (2007), una telenovel·la del canal estatunidenc en llengua castellana Telemundo. També ha participat en la telenovel·la estatunidenca-veneçolana Cosita linda (2013). El 2017 va participar en el video musical rodat al barri de La Perla de Despacito, cançó de Luis Fonsi dedicada a Puerto Rico amb la participació del cantant Daddy Yankee.